# Podiceps grisegena

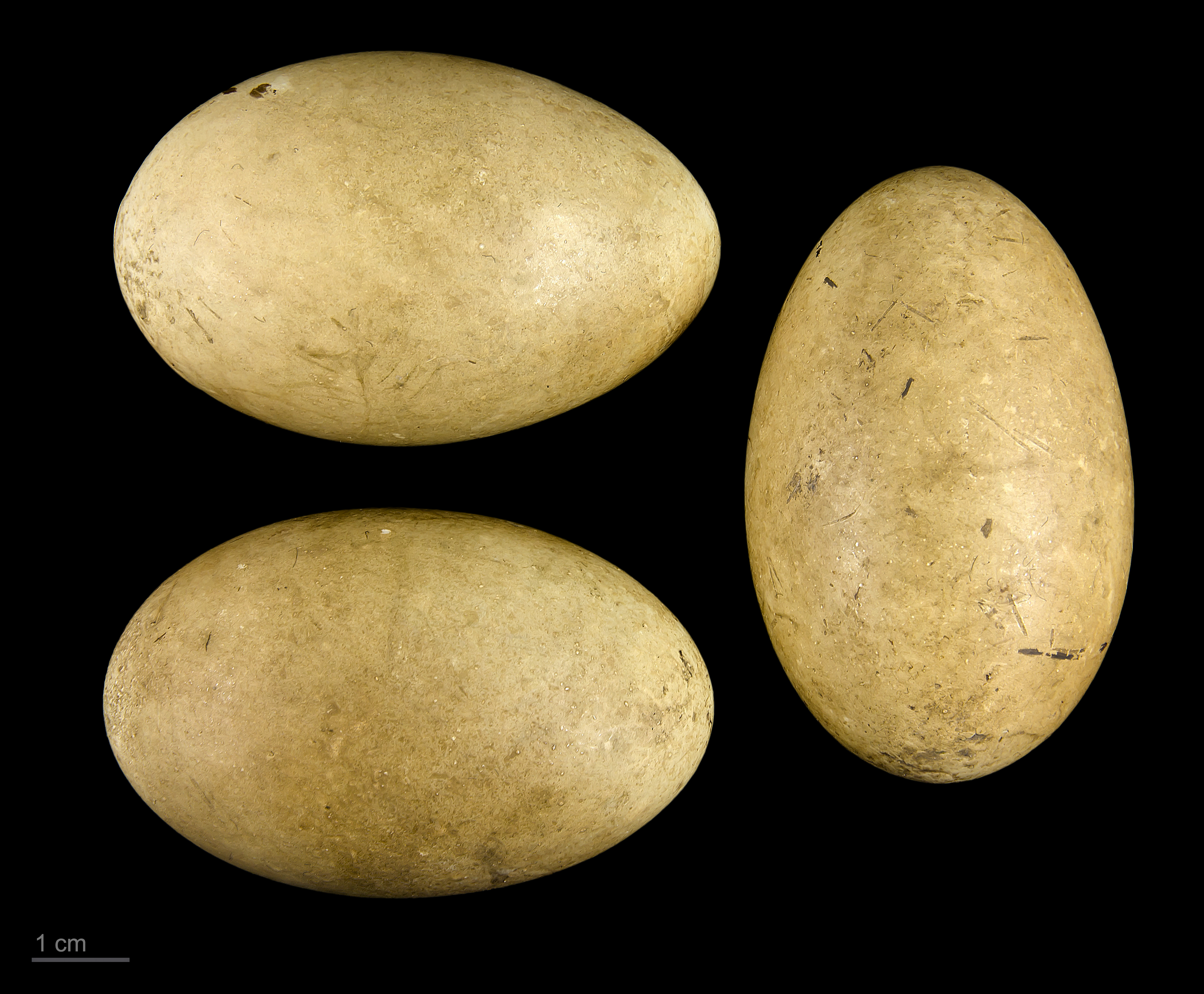
Podiceps grisegena

Lo svasso collorosso (Podiceps grisegena (Boddaert, 1783)) è un uccello della famiglia Podicipedidae.

## Descrizione
Lungo 45 cm, dorso grigio-bruno, la parte inferiore bianca, la parte anteriore e i lati del collo castani, le guance di color grigio, la base del becco gialla, il vertice e i ciuffetti neri.

La livrea invernale è simile a quella dello Svasso maggiore e si distingue oltre per le dimensioni, per il becco nero e giallo, per il collo più grande, per la mancanza della striscia sopraciliare bianca e per il vertice nero.

I giovani hanno il vertice scuro, i lati della testa di color bufalo, con strisce e il collo rossastro.

## Distribuzione e habitat
siti di nidificazione
     siti di svernamento

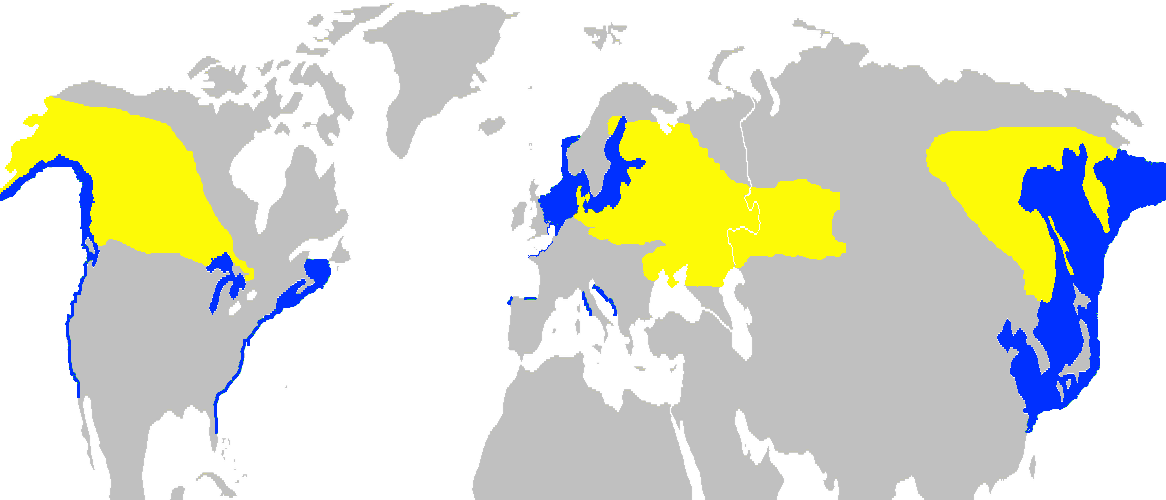
siti di nidificazione
siti di svernamento

L'areale di questa specie comprende Europa, America e Asia settentrionale. In Europa sverna nelle Isole Britanniche, nel Mediterraneo, nel Mar Nero e nel Caspio.
Vive in laghi e stagni con abbondante vegetazione; durante lo svernamento preferisce le coste marine, raramente le acque interne.

## Biologia
Il comportamento è simile a quello di Podiceps cristatus: si muove più agevolmente degli altri svassi ma è meno diffidente; nei luoghi di svernamento si riunisce in colonie.

### Voce
Un chec acuto e un grido nasale.

### Riproduzione
In primavera nidifica e depone 4-5 uova.
Il nido è solitario ed è costituito da vegetali.

### Alimentazione
Si nutre di pesci, anfibi, molluschi e insetti.